# 강성산
강성산(姜成山, 1931년 3월 3일~1997년 2월 22일)은 조선민주주의인민공화국의 정치인이자 기업인, 경제학자이며, 조선로동당 최고위원이었다.
강돈욱, 강량욱은 강성산의 친조부 강중회(姜重懷)와 고종8촌(姑從八寸) 간인데 하여 강성산(姜成山) 그는 김일성과는 외가 쪽으로 10촌에 해당된다.

## 생애
1931년 3월 3일, 평안남도 평양에서 출생하였고 지난날 한때 평안남도 대동에서 잠시 유아기를 보낸 적이 있는 그는 일제 강점기 평안남도 대동 칠골의 개신교 목회자 집안인 강돈욱 목사, 강량욱 목사는 할아버지뻘 되는 친척인데, 강성산의 조부 강중회에게는 고종8촌 간에 해당된다. 하여 강돈욱 목사의 아들인 강진석 목사는 그에게 외가 집안의 먼 9촌 아저씨뻘이 된다.
강성산은 18세 시절(1943년)에 아버지 강옥준(姜沃準)을 병으로 여의었고 훗날 1947년 설립된 만경대혁명가유자녀학원을 1949년에 1기로 나온 뒤 1956년 김일성종합대학교 정치학과를 나왔고 소련 유학을 가서 1958년에 모스크바 대학교 대학원 경제학과에서 경제학 석사 과정을 나온 후 1961년 체코슬로바키아 프라하 카렐 공과대학교 공과대학원 산업공학과 공학석사 과정 수료를 하였다. 1955년 조선노동당 중앙위원회 조직지도부 지도원이 되면서 당료로서 첫 출발을 하였다. 1년 후(1956년) 조부 강중회(姜重懷)의 상(喪)을 치른 그는 1969년 조선로동당 자강도당 위원장, 평양시 인민위원회 위원장을 지냈다.
1973년 정치위원회 후보위원, 1976년 정무원 부총리 겸 철도부장, 1977년 정무원 부총리, 1980년에는 제6차 당대회에서 당 정치국 정위원으로 선출되었다. 1982년 제1부총리, 1984년 1월 27일에는 중앙인민위원회 위원이 되고 1월 28일에는 이종옥의 뒤를 이어 정무원 총리로 취임하였으며, 총리 취임 후 합영법을 제정, 공포하였다.
이 와중에는 그의 가내에서 이미 결혼을 한 딸인 강미색(姜微穡, 1955~1989)이 1989년 갑작스레 병으로 세상을 떠났고 딸 강미색과 결혼한 사위 강명도(康明道)는 이토록 상배(喪配)하면서 훗날 중공을 거쳐 1994년 7월 27일을 기하여 대한민국에 영구 입국하여 2000년대 초반 시절 중공 출신 조선족 여성 왕금봉(王金棒)과 재혼도 하였다.
한편 그는 1991년 조선로동당 함북도당 책임비서 겸 인민위원장, 당중앙인민위원회 위원, 조선노동당정치국 위원, 최고인민회의 대의원 등의 직위를 맡고 있다. 1982년 김일성훈장, 노력훈장, 국기훈장 1급 등을 받았다.
김일성, 오진우가 사망한 1994년과 1995년에 국가장의위원을 맡았으나, 김정일시대가 되면서, 1996년에 실각되었고, 당의원의 명함도 유명무실 하게 되었다.

## 같이 보기
- 강돈욱
- 강량욱